# TUIfly

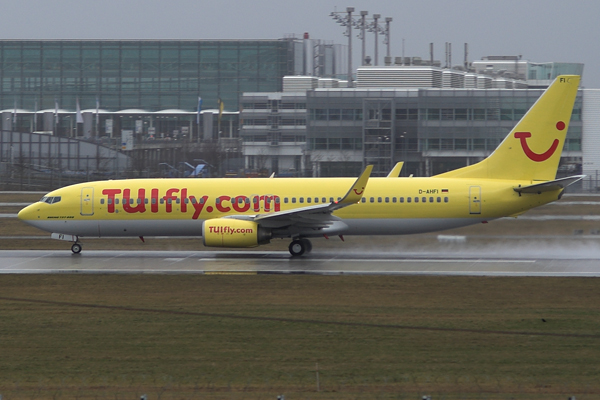
Boeing 737-800 w barwach TUIfly

TUIfly GmbH – niemieckie linie lotnicze z siedzibą w Langenhagen. Głównym węzłem jest Hanower.
TUIfly powstały w styczniu 2007 z połączenia Hapag-Lloyd Flug (wcześniej Hapagfly) i Hapag-Lloyd Express (wcześniej HLX.com), funkcjonują jako tanie linie lotnicze i oferują loty czarterowe.

## Flota
Według stanu na listopad 2024 flota TUIfly składała się z 23 samolotów o średnim wieku 10,6 lat: